# Joris Daudet
Joris Daudet (nascido em 12 de fevereiro de 1991) é um ciclista francês que compete no ciclismo BMX. Competiu nos Jogos Olímpicos de Verão de 2012 em Londres, onde terminou em décimo primeiro lugar. Nos Jogos Europeus de 2015 obteve uma medalha de ouro na corrida masculina.